# バールバール神殿
バールバール神殿（バールバールしんでん、Barbar Temple）は、バーレーン王国のバールバール村 (バーレーン)の村にある考古学遺跡であり、ディルムン文化の一部と考えられている。もっとも最近に発掘された三つのバールバール神殿は、1954年にデンマークの考古学調査隊により発掘された。他に前3000年に遡るもっとも古いものである二つの神殿が発見された。神殿はライムストーンを用いて建造され、それらはジッダ島から運ばれたと考えられている。

## 歴史
三つの神殿は、積み重なるように建設された。即ち、最初の神殿の上に、約500年後に二番目の神殿が建設され、三つ目の神殿はその上に前2100年から2000年頃に建造された
神殿は淡水と知恵の神エンキとその妻であるNankhur Sak （ニンフルサグ）の礼拝のために作られた。 神殿は二つの祭壇と淡水の湧き水をもち、湧き水は礼拝者のための精神的重要性を持っていたと考えられている。 発掘中、多くの道具、武器、陶器、小さい金の断片が発掘され、それらは現在バーレーン国立博物館に収蔵されている。もっとも有名な出土物は銅製の雄牛の頭である
遺跡はユネスコ世界遺産の暫定リストに登録されている。

## 考古学
遺跡は1954年に P.V. Globにより発見された。デンマークの調査隊による発掘はヘルムス・アンダーソン（Hellmuth Andersen）とペドラー・モーテンセン（Peder Mortensen）に率いられ、その年に開始し、1962年まで延長された。
2004年に遺跡の発掘は再開された。

## 神殿 I
神殿Iは、もっとも早期の神殿で、約幅25m、奥行き16から18mある長方形の土台の上に建てられている。最初は砂床の上に建てられ、後世青粘土により固められた。神殿は第二層の砂により覆われた（その上に神殿IIが建設されることになる）。
神殿Iの基礎部分の神殿のテラスの粘土の中心部に供物が捧げられ、それらは１ダースの粘土の杯から構成されていた。その杯は散らばっており、それぞれが7つの割れた小瓶を含み、それらはテラスの基礎部分に埋められていた。銅製の置物が列をなし、或いは単独で捧げられていた。早期の建造部分の南西側の角では、四角の井戸へと下る階段がある。中央のテラスはよく保存されており、2mの高さがあり、中心部に台形の神域と部屋の形が残っている。この最初の神殿は、地元のバーレーンの石で建設された。その文化的特徴は、地下神殿と神殿の井戸、楕円形の神域にある。

## 神殿 II
神殿 II はもっとも保存状態がよい。壁とテラスが堅固に現存しており、最初の段階である円形テラスは地元の石でつくられている。後に神殿が拡張した時には、ライムストーンで作られ、それは近くのジッダ島からボートで運ばれたものだった。ジッダ島で石は手で切り出され、注意深く、整然としたブロック状態の石へと加工された。そのスキルは、加工された石が運ばれた神殿の壁や、特に聖なる井戸のあたりで明瞭に見ることができる。二重の円形祭壇と供物卓が神殿の中央に建っている。南面には、三つの祭儀用の石があり、それは商人の船をかたどっているようである。中央の船は突き出た動物の頭を運んでいる。神殿の宝物は北東角にある石の枠のある穴に納められていた。中央テラスの中央には切石で立てられた神殿があり、表面を石で舗装されている。より小さな建物がテラスの残りの部分に並列して建っている。円形テラスの外側には何もないが、祭壇と祭式のシンボルが見て取れる。窪んだ石の円形筒の台座が南面にあり、台座に三本の柱が北西壁の近くに位置している。二つの列をなす祭式用の物品を置く台座は、テラス上部からの階段の両側に並んでいる。これらの台座のそれぞれの上に二つの正方形の穴があり、穴は瀝青と木の板に釘付けにされた銅板とともに並んでいた。ここでは銅板がつけられた柱が神の記章をつけて立っていた。その記章は、しばし印章で見られるものや、恐らく木造の彫像だったと思われる。中央のテラスから儀式の階段が地下神殿へと伸びていて、水の祭式を行なう地下神殿へとつながっていた。階段の半分あたりまでは入り口部分で、そこから下は天井がついていた。良質の湧き水がプールを満たし、このプールがバールバールの神殿のための立地を占めている。水は、注ぎ口がついた石の壷から注がれ、 そのそばには、くぼ地の近くにある乾いた台の境目に半円形の石の聖水盤のがあった。深い石が建てられた神殿の来訪者からは、水路が水を周辺の野原や庭に運んでいるのが見えたはずである。
この注目すべき地下神殿は、知恵と全ての淡水の神エンキ神の住処であるアプスーを象徴していると解釈されている。アプスーは、全世界の残りの部分の大洋からの淡水や深遠であると信じられていた。このような神殿のアプスーは、メソポタミアの楔形文字文書でも言及されている。神殿の東方には円形の犠牲式の場が設けられていて、舗装された傾斜と階段により、神殿中央の土台と繋がっている。犠牲場の床は灰と牛や羊の骨で覆われ、恐らく供儀にされた動物である。

## 神殿 III
神殿 IIIは、紀元二千年紀の早期の世紀まで使われていた。これは先行する神殿よりも巨大だった。中庭の中央に二つの円形の供物卓があり、卓はきれいに削られた石でできていて、二つの供物卓の間に低い祭壇が残っている。三つの（もとは立っていた）ブロック状の石の断片があたりに散らばっていることに注目する必要がある。これらは、供物となった動物を繋ぐ石であったと考えられている。神殿の大きさはわからないが、第三神殿のテラスは恐らく約30平方メートル (320 sq ft)である。

## 関連文献
- 後藤健　『メソポタミアとインダスのあいだ　知られざる海洋の古代文明』,筑摩書房,2015年,ISBN 978-4480016324